# 保罗·海曼斯
保罗·海曼斯（法語：Paul Louis Adrien Henri Hymans，1865年3月23日—1941年3月8日），比利时自由党政治家、外交家。他曾当选国际联盟的第二任大会主席，并于1932年至1933年再次被大会选为主席。他作为战间期比利时杰出的外交家曾在四届内阁中担任外交大臣，他还于1928年代表比利时签署了《非战公约》。

## 文献来源
- Paul Hymans, Pages liberales (E: Liberal Notes), 1936.
- Paul Hymans
- Helmreich, J.E., Paul Hymans and Henri Jaspar : Contrasting Diplomatic Styles for a small power, in : Studia Diplomatica, XXXIX, 1986, p. 669–682.
- Willequet, J., Les mémoires de Paul Hymans, in : Le Flambeau, 1958, nr. 9-10, p. 565–573.